# تاکهیرو موروزونو
تاکهیرو موروزونو (انگلیسی: Takehiro Murozono; ۳ اوت ۱۹۶۹ – ) صداپیشگی در ژاپن اهل ژاپن بود. وی از سال ۱۹۹۲ میلادی تاکنون مشغول فعالیت بوده‌است.